# Чиженко Максим Олександрович
Максим Олександрович Чиженко — солдат Збройних сил України, учасник російсько-української війни, що загинув у ході російського вторгнення в Україну в 2022 році.

## Життєпис
Народився 1 березня 1985 року в місті Кам'янське .

## Нагороди
- орден За мужність II ступеня  (2022, посмертно) — за особисту мужність і самовіддані дії, виявлені у захисті державного суверенітету та територіальної цілісності України, вірність військовій присязі.